# Guillermo Rosselló Bordoy
Guillermo Rosselló Bordoy (Palma de Mallorca, 27 de marzo de 1932-Palma de Mallorca, 12 de agosto de 2024) fue un historiador y arqueólogo español. 

## Biografía
Comenzó sus estudios universitarios en la Universidad Complutense de Madrid, en 1949, hasta que en 1955 se trasladó a la Universidad de Barcelona, donde finalizó la licenciatura en filosofía y letras, con la especialidad en filología semítica. Principalmente destaca por sus trabajos sobre el período musulmán de la isla, cuya tesis lo convirtió en doctor de estudios árabes e islámicos en 2003. En 1961, luego de haber ingresado en el cuerpo facultativo de archiveros, bibliotecarios y arqueólogos, comenzó los trabajos de organización del Museo de Mallorca, siendo nombrado conservador del mismo en 1963 y finalmente en 1965, director, cargo que ocupó hasta 2002, cuando se jubiló.
Entre sus múltiples publicaciones se encuentran "La cultura talayótica en Mallorca", considerada su obra capital, y la Crónica árabe de la Conquista de Mallorca, la cual se convirtió en un best seller en Cataluña y en las Baleares, traducción al catalán que llevó a cabo a partir de la versión del profesor Muhammad Ben Ma’Mar de la universidad argelina de Orán, cuyo manuscrito con la versión de los vencidos en la conquista de Mallorca por Jaime I de Aragón, fue encontrado en una biblioteca de Tinduf.